# Комарское
Комарское — село в Заринском районе Алтайского края России. Административный центр и единственный населённый пункт Комарского сельсовета.

## История
Комарское было основано в 1740 году. В «Списке населенных мест Российской империи» 1868 года издания населённый пункт упомянут как заводская деревня Камарская Барнаульского округа (1-го участка) Томской губернии при озере Леневом. В деревне имелось 29 дворов и проживало 163 человека (76 мужчин и 87 женщин).

В 1899 году в деревне, относящейся к Верхне-Чумышской волости Барнаульского уезда, имелось 58 крестьянских дворов и проживал 261 человек (131 мужчина и 130 женщин).
По состоянию на 1911 год Комарская включала в себя 94 двора. Имелись маслодельный завод и мануфактурно-бакалейная лавка. Население на тот период составляло 686 человек. Административно деревня входила в состав Титовской волости Барнаульского уезда.

В 1926 году в деревне Комарской имелось 194 хозяйства и проживало 949 человек (449 мужчин и 500 женщин). Функционировала школа I ступени. В административном отношении Комарская являлась центром сельсовета Чумышского района Барнаульского округа Сибирского края.

## География
Село находится в северо-восточной части Алтайского края, в левобережной части долины реки Чумыш, на расстоянии примерно 5 километров (по прямой) к юго-востоку от города Заринск, административного центра района. Абсолютная высота — 174 метра над уровнем моря.

Климат умеренный, континентальный. Средняя температура января составляет −17,7 °C, июля — +19,2 °C. Годовое количество атмосферных осадков — 450 мм.

## Население
| 1997 | 1998 | 1999 | 2000 | 2001 | 2002 | 2003 |
| ---- | ---- | ---- | ---- | ---- | ---- | ---- |
| 608  | ↗626 | ↗650 | ↘637 | ↗642 | ↘629 | ↗630 |
| 2004 | 2005 | 2006 | 2007 | 2008 | 2009 | 2010 |
| ↘621 | ↘619 | ↗634 | ↘630 | ↘620 | →620 | ↗630 |
| 2011 | 2012 | 2013 | 2014 | 2015 | 2016 | 2017 |
| ↘627 | ↗638 | ↗646 | ↘644 | ↗645 | ↘633 | ↘622 |
| 2018 | 2019 | 2020 | 2021 |      |      |      |
| ↗625 | ↗629 | ↘619 | ↘599 |      |      |      |

Согласно результатам переписи 2002 года, в национальной структуре населения русские составляли 86 %.

## Инфраструктура
В селе функционируют средняя общеобразовательная школа, фельдшерско-акушерский пункт (филиал КГБУЗ «Центральная городская больница г. Заринск»), дом культуры и отделение Почты России.

## Улицы
Уличная сеть села состоит из шести улиц и одного переулка.